# ريوزو موريوكا
ريوزو موريوكا (森岡 隆 三) هو لاعب كرة قدم ياباني سابق، من مواليد 7 أكتوبر 1975، في أوباكو، يوكوهاما، في محافظة كاناغاوا، اليابان. كان يلعب كمدافع.
وشارك 38 مرة منتخب اليابان لكرة القدم في الفترة ما بين عامي 1999 و 2003. ولعب مباراة واحدة في كأس العالم لكرة القدم 2002. كما انه كان ضمن الفريق الياباني المشارك في دورة الألعاب الأولمبية الصيفية 2000.

## مسيرته الكروية
لعب ريوزو موريوكا خلال مسيرته الاحترافية مع 3 أندية في خمسة عشر موسمًا وسجل خلالها 10 أهداف ضمن 307 مباراة. حيث فاز في موسم واحد بالكأس ولم يفز بأي دوري.
خاض ريوزو موريوكا مسيرته مع نادي كاشيما أنتلرز ما بين عامي 1994 و1995 لمدة موسم واحد، مشاركًا في مباراة ولم يسجل أي هدف. ثم انتقل إلى نادي شيميزو إس-بولس في موسم 1995 ليلعب معه اثنا عشر موسمًا، حيث شارك في 277 مباراة سجل خلالها 9 أهداف. لينتقل بعدها إلى نادي كيوتو سانغا في عامي 2007-2009 ولمدة موسمين، مشاركًا في 29 مباراة سجل خلالها هدفًا واحدًا.

## روابط خارجية
- ريوزو موريوكا على موقع الاتحاد الدولي (مؤرشف)  (الإنجليزية)
- ريوزو موريوكا على موقع رابطة كرة القدم اليابانية للمحترفين (اليابانية)
- ريوزو موريوكا على موقع قاعدة بيانات كرة القدم.إي يو (الإنجليزية)
- ريوزو موريوكا على موقع ناشيونال فوتبول تيمز (الإنجليزية)
- ريوزو موريوكا على موقع Soccerway.com (الإنجليزية)
- ريوزو موريوكا على موقع عالم كرة القدم.نت (الإنجليزية)
- ريوزو موريوكا على موقع أوليمبيديا (الإنجليزية)

1. ↑  "معلومات عن ريوزو موريوكا على موقع transfermarkt.com". transfermarkt.com. مؤرشف من الأصل في 2020-01-09.
2. ↑  "معلومات عن ريوزو موريوكا على موقع static.fifa.com". static.fifa.com. مؤرشف من الأصل في 2019-04-08.
3. ↑  "معلومات عن ريوزو موريوكا على موقع national-football-teams.com". national-football-teams.com. مؤرشف من الأصل في 2020-03-15.
4. ↑  "ريوزو موريوكا". فرق كرة القدم الوطنية. Benjamin Strack-Zimmerman. اطلع عليه بتاريخ 2020-06-26.